# 云南马蓝
云南马蓝（学名：Strobilanthes yunnanensis）是爵床科马蓝属的植物。分布于中国大陆的云南等地，见于山谷，目前尚未由人工引种栽培。
其种加词 yunnanensis 意为“云南的”。

## 别名
滇紫云菜（云南种子植物名录）